# Phytosciara megachaeta
Phytosciara megachaeta är en tvåvingeart som beskrevs av Heikki Hippa 1991. Phytosciara megachaeta ingår i släktet Phytosciara och familjen sorgmyggor.
Artens utbredningsområde är Myanmar. Inga underarter finns listade i Catalogue of Life.